# شيروانة ده (عباس الغربي)
شیروانة ده (بالفارسية: شیروانه‌ده) هي مستوطنة تقع في إيران في قسم عباس الغربي الريفي. يقدر عدد سكانها بـ 1,692 نسمة .